# Робио
Ро̀био (на италиански: Robbio, на местен диалект: Robi, Роби) е градче и община в Северна Италия, провинция Павия, регион Ломбардия. Разположено е на 122 m надморска височина. Населението на общината е 5849 души (към 2010 г.).